# České středohoří

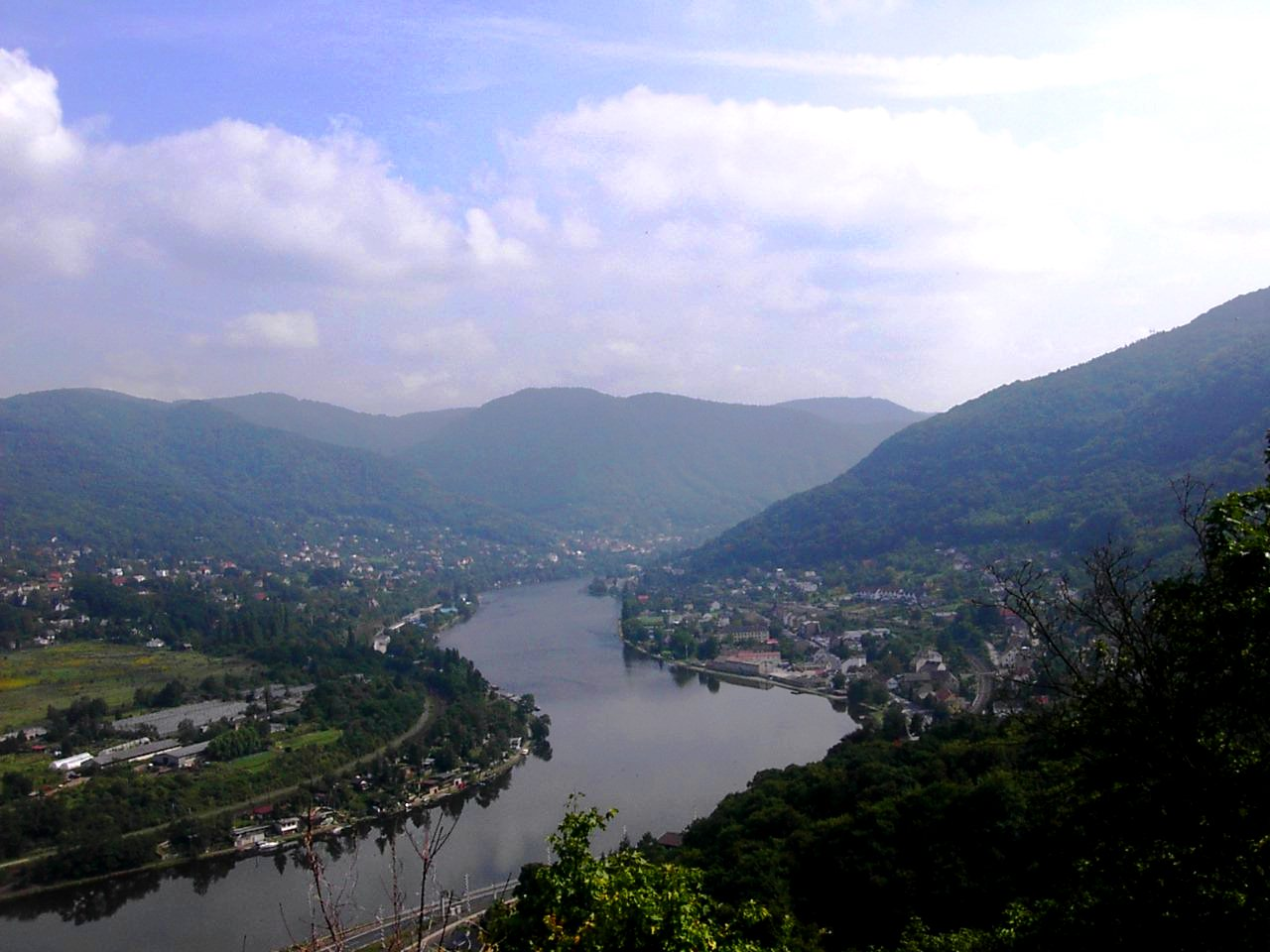
Kaňon Labe mezi Lovosicemi a Ústím nad Labem.

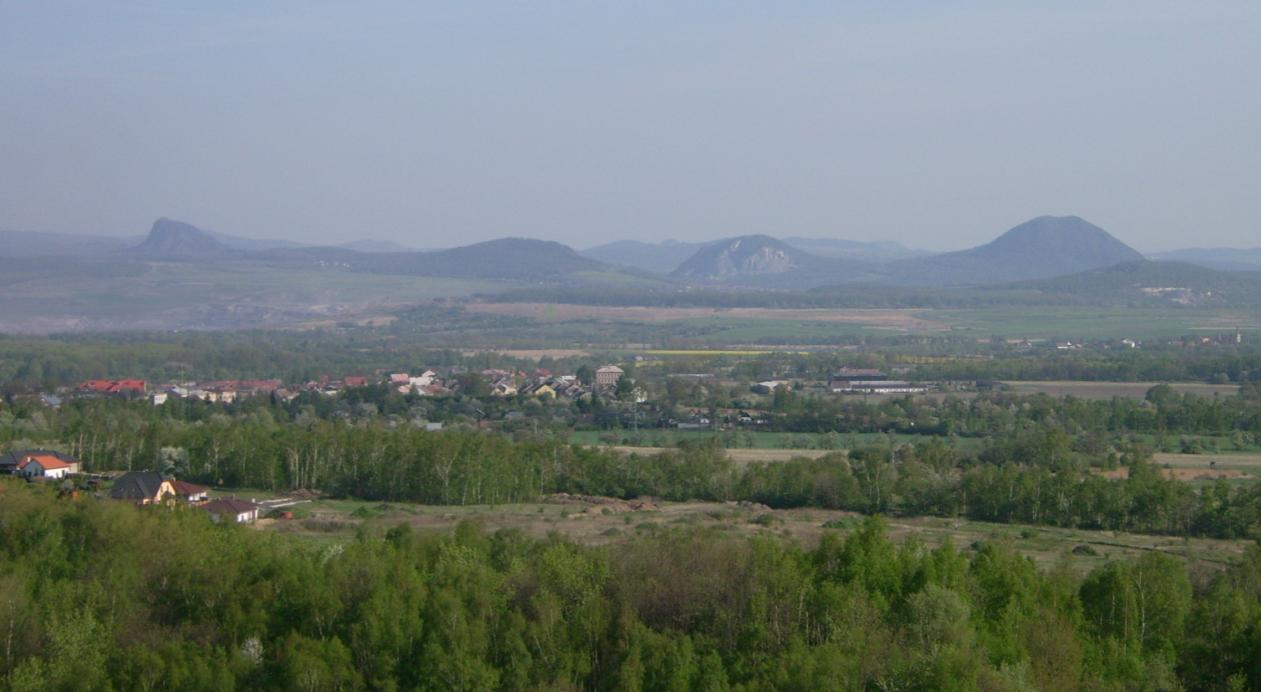
Pohled na České středohoří od Litvínova.
Zleva: Bořeň (539 m), Ovčí vrch (437 m), Želenický vrch (455 m) a Zlatník (522 m)

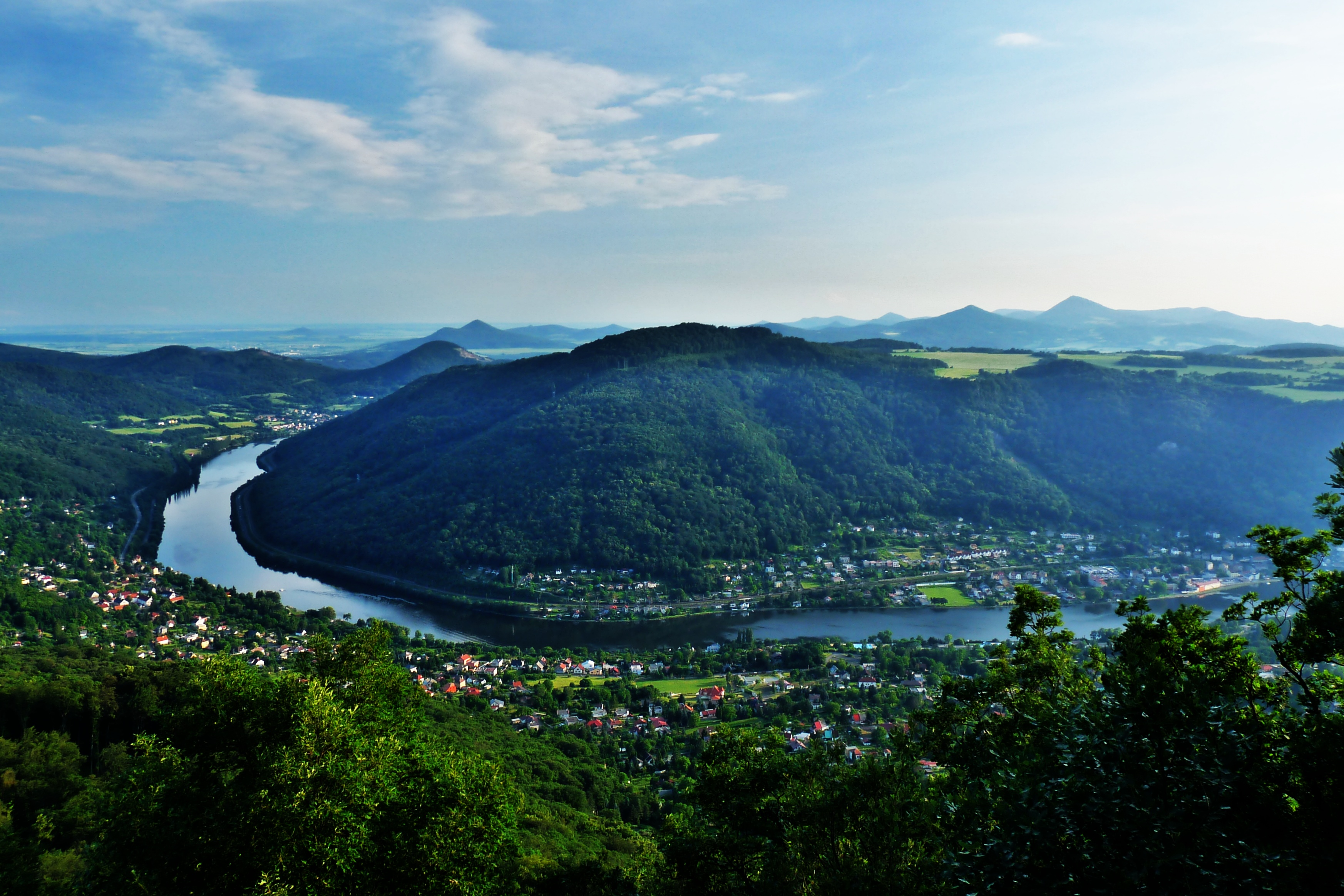
České středohoří z vrchu Vysoký Ostrý

České středohoří (německy Böhmisches Mittelgebirge) je geomorfologický celek o rozloze 1265 km². Z hlediska horopisného patří do Podkrušnohorské oblasti, která je součástí Krušnohorské subprovincie. Na 84 % území Českého středohoří se rozkládá Chráněná krajinná oblast České středohoří (CHKO České středohoří) o výměře 1063,17 km². Nejvyšším vrcholem je Milešovka (837 m). Nejnižším bodem je hladina Labe v Děčíně (121,9 m). Maximální výškový rozdíl tedy činí 715,1 m.

## Geomorfologické členění
Hluboké údolí Labe rozděluje České středohoří na dva geomorfologické podcelky: Verneřické středohoří (IIIB-5A) na pravém břehu Labe a Milešovské středohoří (IIIB-5B) na levém břehu Labe. Tyto podcelky se dále člení do celkem osmi okrsků:
| Geomorfologické členění Českého středohoří                             | Geomorfologické členění Českého středohoří | Geomorfologické členění Českého středohoří |
| ---------------------------------------------------------------------- | ------------------------------------------ | ------------------------------------------ |
| ČESKÁ VYSOČINA • Krušnohorská soustava • Podkrušnohorská oblast        |                                            |                                            |
| VERNEŘICKÉ STŘEDOHOŘÍ                                                  | Benešovské středohoří                      | Medvědí hůrka (644 m)                      |
| VERNEŘICKÉ STŘEDOHOŘÍ                                                  | Bukovohorské středohoří                    | Buková hora (686 m)                        |
| VERNEŘICKÉ STŘEDOHOŘÍ                                                  | Litoměřické středohoří                     | Sedlo (727 m)                              |
| VERNEŘICKÉ STŘEDOHOŘÍ                                                  | Ústecké středohoří                         | Javorský vrch (617 m)                      |
| MILEŠOVSKÉ STŘEDOHOŘÍ                                                  | Kostomlatské středohoří                    | Milešovka (837 m)                          |
| MILEŠOVSKÉ STŘEDOHOŘÍ                                                  | Teplické středohoří                        | Štrbický vrch (475 m)                      |
| MILEŠOVSKÉ STŘEDOHOŘÍ                                                  | Bořeňské středohoří                        | Bořeň (539 m)                              |
| MILEŠOVSKÉ STŘEDOHOŘÍ                                                  | Ranské středohoří                          | Milá (510 m)                               |
| PROVINCIE • Subprovincie • Oblast / Celek / PODCELEK • Okrsek • Vrchol |                                            |                                            |

## Geologie
Rozlohou 1266 km², délkou přes 70 km a šířkou až 25 km patří České středohoří k menším orografickým celkům. Přesto je však nejmohutnějším projevem sopečné činnosti v Česku. České středohoří totiž vzniklo sopečnou činností. Podél řeky Ohře existoval ohárecký rift, kterým se žhavé magma dostalo na povrch. V oblasti převažují čedičové horniny (73,6 %), zbytek tvoří trachytické a v malé míře andezitické horniny. Územím prochází litoměřický hlubinný zlom, který z geologického hlediska tvoří hranici mezi krušnohorskou a středočeskou oblastí. Pod povrchem se hromadilo magma v žilách a tvořily se tzv. lakolity, což byly podpovrchové balvany z utuhlého magmatu. V mladších třetihorách, v miocénu (asi před 23 miliony let) se začaly vyzdvihovat z pískovcového podloží sopečné kužely. V pliocénu (před 4,8 miliony let) vulkanity místy prorážely českou křídovou pánev (Trosky, Kunětická hora). Vodní toky obnažily ztuhlé podpovrchové magma a prohlubovaly údolí, což dalo Českému středohoří majestátní krajinný ráz. Jedním takovým údolím je Porta Bohemica, kterou vymodelovala řeka Labe. Z výlevných hornin tu převažují čediče a znělce, z usazenin pískovce a opuky.

## Zvláštnosti
- Loupežnická jeskyně u Velkého Března je největší pseudokrasová jeskyně v neovulkanitech v Česku.
- Na Borečském vrchu a Plešivci jsou ledové jámy.
- V širším okolí Třebívlic se vyskytuje český granát, ojediněle i diamant.
- Jihozápad Českého středohoří patří k nejteplejším a nejsušším místům republiky.
- Severozápad středohoří byl v zájmu těžby hnědého uhlí vyňat z původně navrhované chráněné krajinné oblasti a krajina je zde silně negativně ovlivňována těžbou uhlí a souvisejícím průmyslem. V srdci pohoří je řada vrchů zasažena velkolomy (Kubačka, Deblík, Trabice, Mariánská skála) a mnoha dalšími lomy různého rozsahu.

## Vrcholy
K významným vrchům kromě nejvyšší hory Milešovky (837 m) patří Hradišťany (753 m), Kletečná (706 m) a Lovoš (573 m). Ve východní části, oddělené Labem, jsou kopce poněkud nižší – nejvyšší z nich je Sedlo (727 m).

### Významné vrcholy
- Milešovka (837 m)
- Hradišťany (753 m)
- Kloč (737 m)
- Sedlo (727 m)
- Kleč (721 m)
- Ostrý (719 m)
- Kletečná (706 m)
- Lipská hora (688 m)
- Buková hora (686 m)
- Vrchovina (678 m)
- Varhošť (640 m)
- Solanská hora (638 m)
- Polevský vrch (627 m)
- Javorský vrch (617 m)
- Panna (596 m)
- Vysoký Ostrý (587 m)
- Lysá hora (578 m)
- Lovoš (573 m)
- Hrádek (568 m)
- Ostrý (553 m)
- Hradiště (545 m)
- Výrovna (540 m)
- Bořeň (539 m)
- Kalich (536 m)
- Popovičský vrch (531 m)
- Zlatník (522 m)
- Milá (510 m)
- Oblík (510 m)
- Plešivec (510 m)
- Chmelník (508 m)
- Sokolí vrch (506 m)
- Sutomský vrch (506 m)
- Košťál (494 m)
- Litýš (491 m)
- Srdov (483 m)
- Brník (472 m)
- Raná (457 m)
- Trojhora (456 m)
- Boreč (450 m)
- Ovčín (431 m)
- Ressl (414 m)
- Hněvín (407 m)
- Radobýl (399 m)
- Špičák (399 m)
- Široký vrch (387 m)
- Vrabinec (350 m)
- Mostka (279 m)
- Kočka (Sovice) (275 m)
- Červený vrch (274 m)
- Kalvárie (246 m)

## Vodní toky
Osu středohoří tvoří úrodné údolí Labe. Dalším větším tokem je Ploučnice. Centrální části obou podcelků jsou odvodňovány drobnými toky směřujícími k Labi, Ploučnici a Bílině. Na labských přítocích v okolí Ústí nad Labem jsou zpětnou erozí vytvořeny vysoké vodopády (Moravanský, Vaňovský, ve Vlčí rokli, u Budova, v údolí Peklo u Týniště). Nejvyšší z nich má 12 m.

## Lesy
Lesnatost je malá a dosahuje 28,4 %. Z druhů je nejvíce zastoupen smrk (32,8 %) a dále se vyskytuje dub, buk, habr, bříza, jasan, lípa a javor.[zdroj⁠?!]

## Drobná fauna a flóra
České středohoří má, díky své přirozené uzavřené poloze ze severu a otevřené z jihu, příznivé podmínky pro výskyt náročnějších druhů rostlin a živočichů, běžně žijících v teplých krajích. Roste zde například lilie zlatohlavá.

## Ochrana přírody
- Velkoplošná chráněná území: CHKO České středohoří
- Maloplošná chráněná území: Celkem 39, z toho národní přírodní rezervace 5, národní přírodní památky 8, přírodní rezervace 11, přírodní památky 15.

## Lidová architektura
Pro České středohoří je specifická venkovská sídelní struktura, daná hustou sítí malých obcí, osad a drobných sídel. Početné jsou památky lidové architektury, prolíná se tu několik regionálních typů lidových staveb (objekty zděné, roubené, hrázděné). O bohaté historii svědčí i několik předslovanských a slovanských hradišť, řada středověkých hradů na vrcholech kopců, tvrzí, zámků a dalších šlechtických sídel.

## Obce

### Města
- Benešov nad Ploučnicí
- Bílina
- Česká Kamenice
- Děčín
- Jílové
- Kamenický Šenov
- Litoměřice
- Most
- Teplice
- Trmice
- Ústí nad Labem
- Úštěk
- Třebenice
- Verneřice
- Žandov

### Menší obce

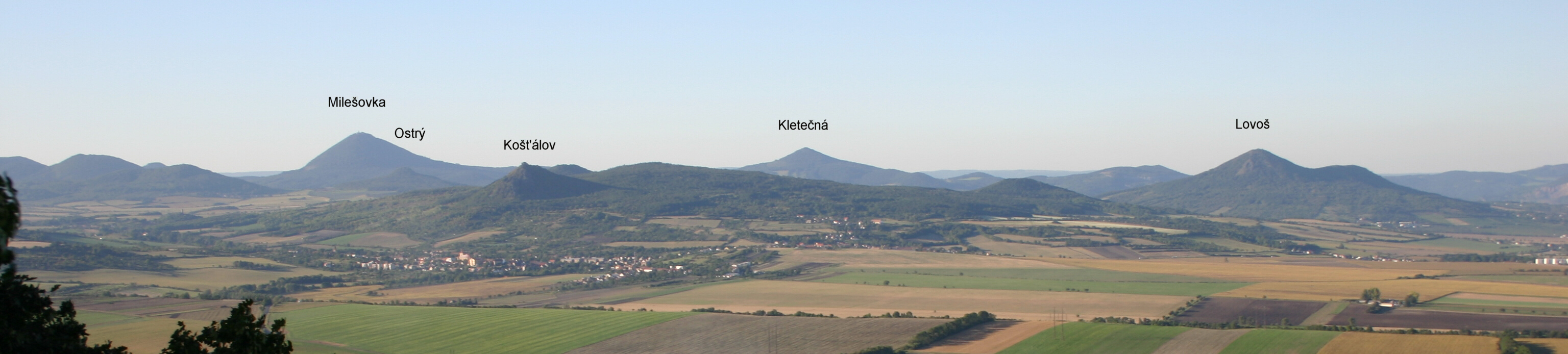
Milešovské středohoří. Pohled z Hazmburku k severu

- Bečov
- Bělušice
- Bořislav
- Braňany
- Břvany
- Bystřany
- Bžany
- Dobkovice
- Dobrná
- Dobroměřice
- Dolní Zálezly
- Františkov nad Ploučnicí
- Habrovany
- Hlinná
- Homole u Panny
- Horní Habartice
- Horní Police
- Hostomice
- Huntířov
- Chotiměř
- Chožov
- Chraberce
- Chuderov
- Chudoslavice
- Kamýk
- Kladruby
- Korozluky
- Kostomlaty pod Milešovkou
- Kozly (okr. Česká Lípa)
- Kozly (okr. Louny)
- Lenešice
- Levín
- Lhotka nad Labem
- Libčeves
- Libochovany
- Lovečkovice
- Lukov
- Lužice
- Malá Veleň
- Malečov
- Malé Žernoseky
- Malíč
- Malšovice
- Markvartice
- Merboltice
- Měrunice
- Michalovice
- Miřejovice
- Nový Oldřichov
- Obrnice
- Ohníč
- Okrouhlá
- Patokryje
- Podsedice
- Povrly
- Prackovice nad Labem
- Raná
- Rtyně nad Bílinou
- Ryjice
- Řehlovice
- Sebuzín
- Skršín
- Slunečná
- Sosnová
- Staňkovice
- Starý Šachov
- Stebno
- Světec
- Tašov
- Těchlovice
- Třebívlice
- Třebušín
- Valkeřice
- Velemín
- Velká Bukovina
- Velké Březno
- Velké Chvojno
- Velké Žernoseky
- Veselé
- Vchynice
- Vlastislav
- Volevčice
- Volfartice
- Zubrnice
- Žalany
- Želenice
- Žim
- Žitenice